# Frankenwürfel
Der Frankenwürfel gilt als die höchste fränkische Auszeichnung für Menschen des typischen fränkischen Schlages.
1985 von den Regierungspräsidenten von Mittel-, Ober- und Unterfranken gestiftet, wird er seitdem jährlich am 11. November – dem Namenstag des heiligen Martin, der das Frankenreich missionierte – bei einem Gansessen von den Regierungspräsidenten verliehen. Die Preisträger werden „Gewürfelte“ genannt.
Der begehrte Porzellanwürfel zeigt auf drei Seiten die drei Wappen der Regierungsbezirke. Die vierte Seite ist mit „Frankenwürfel“ beschriftet, die Fünfte mit „Sich wenden, sich drehen, im Leben bestehen, so ist der gewürfelte Franke zu sehen.“ und die Sechste mit „Es gilt dem Gewürfelten Franken mit diesem Würfel zu danken.“ Er wird an Personen verliehen, in denen das Prägende des fränkischen Charakters besonders deutlich zum Ausdruck kommt: Das Wendige, das Witzige und das Widersprüchliche, wobei Witz auch für Erfindergeist und Einfallsreichtum steht.
Benannt sind Auszeichnung und Preisträger nach dem 1983 von Hans Max von Aufseß verfassten Essay Der Franke ist ein Gewürfelter.
Darin schreibt er: „Der Würfel ist wie der Franke ein widersprüchliches Ding. Er ist weder eine Kugel noch ein Kubus. Durch Abrundung seiner Ecken und Kanten vereinigt er aber die Funktionen von Beiden: Er rollt und er steht“.

## Preisträger
| 1985 Oberfranken in Kleinlosnitz          | 1985 Oberfranken in Kleinlosnitz                                                 |
| ----------------------------------------- | -------------------------------------------------------------------------------- |
| Franz Back (†)                            | Lohr am Main                                                                     |
| Rudolf Eberhard (†)                       | Gauting                                                                          |
| Georg Reichert (†)                        | Mundartdichter aus Cadolzburg                                                    |
| Bernhard Weisensee (†)                    | Höchberg                                                                         |
| 1986 Mittelfranken in Bad Windsheim       |                                                                                  |
| Ignaz Bunzelt (†)                         | Nordheim am Main                                                                 |
| Georg Dörr (†)                            | Wolframs-Eschenbach                                                              |
| Hans Stösslein (†)                        | Kulmbach                                                                         |
| Heinrich Ströhla (†)                      | Schwarzenbach am Wald                                                            |
| 1987 Unterfranken in Volkach              |                                                                                  |
| Engelbert Bach (†)                        | Kitzingen                                                                        |
| Otto Knopf (†)                            | Schriftsteller und Mundartdichter aus Helmbrechts                                |
| Heinrich Ludwig (†)                       | Dinkelsbühl                                                                      |
| 1988 Oberfranken in Kulmbach              |                                                                                  |
| Irmes Eberth (†)                          | Dichterin aus Aschaffenburg                                                      |
| Oskar Herbig (†)                          | langjähriger Bürgermeister von Mellrichstadt                                     |
| Anneliese Hübner                          | Rödental                                                                         |
| Erika Jahreis                             | Mundartdichterin aus Fürth                                                       |
| Hans Mehl (†)                             | Heimat- und Mundartdichter aus Nürnberg                                          |
| 1989 Mittelfranken in Bad Windsheim       |                                                                                  |
| Kurt Held (†)                             | Trebgast                                                                         |
| Balthasar Höhn (†)                        | Würzburg                                                                         |
| Nadu Schmidt                              | Nürnberg                                                                         |
| 1990 Unterfranken in Würzburg             |                                                                                  |
| Wolfgang Buhl (†)                         | Nürnberg                                                                         |
| Hans Herzog (†)                           | Würzburg                                                                         |
| Karl Theiler (†)                          | Ebermannstadt                                                                    |
| 1991 Oberfranken auf der Giechburg        |                                                                                  |
| Emil Däschner (†)                         | Ebelsbach                                                                        |
| Herbert Lehnert (†)                       | Journalist in Nürnberg                                                           |
| Erich Rappl (†)                           | Bayreuth                                                                         |
| 1992 Mittelfranken in Bad Windsheim       |                                                                                  |
| Elisabetha Franz                          | Lohr am Main                                                                     |
| Heinrich Giegold (†)                      | Hof                                                                              |
| Klaus Schamberger                         | Journalist und Glossist in Nürnberg                                              |
| 1993 Unterfranken in Iphofen              |                                                                                  |
| Karlheinz Buhleier (†)                    | Alzenau                                                                          |
| Annemarie Leutzsch (†)                    | Hummeltal                                                                        |
| Edmund Zöller                             | Ansbach                                                                          |
| 1994 Oberfranken in Neudrossenfeld        |                                                                                  |
| Heinrich Hochrein (†)                     | Münnerstadt                                                                      |
| Wolfgang Riedelbauch                      | Musiker und Theaterleiter in Lauf an der Pegnitz                                 |
| Wolfgang Wagner (†)                       | Bayreuth                                                                         |
| 1995 Mittelfranken in Bad Windsheim       |                                                                                  |
| Herbert Haas (†)                          | Randersacker                                                                     |
| Egon Helmhagen                            | Wendelstein                                                                      |
| Hartmut Preß (†)                          | Pfarrer und Autor aus Hallstadt                                                  |
| 1996 Unterfranken in Ebelsbach            |                                                                                  |
| Friedrich Bauereisen (†)                  | Politiker und langjähriger Bürgermeister von Ehingen (Mittelfranken)             |
| Gert Böhm                                 | Buchautor und freier Journalist aus Rehau                                        |
| Fritz Steigerwald (†)                     | Bad Neustadt an der Saale                                                        |
| 1997 Oberfranken auf der Giechburg        |                                                                                  |
| Otto Ammon (†)                            | Forchheim                                                                        |
| Klaus Karl-Kraus                          | Autor und Kabarettist in Röttenbach                                              |
| Erna Paul (†)                             | Wiesenbronn                                                                      |
| Hans Max von Aufseß (†; posthum)          | fränkischer Autor und Publizist aus Aufseß                                       |
| 1998 Mittelfranken in Bad Windsheim       |                                                                                  |
| Ernst A. Bettag (†)                       | Unternehmer aus Fürth                                                            |
| Ilse Schörner (†)                         | Bindlach                                                                         |
| Roland Thein (†)                          | Gerbrunn                                                                         |
| 1999 Unterfranken in Volkach              |                                                                                  |
| Roland Breitenbach (†)                    | Pfarrer aus Schweinfurt                                                          |
| Hans König (†)                            | fränkischer Mundartdichter aus Erlangen                                          |
| Gerhard C. Krischker                      | fränkischer Mundartpoet aus Bamberg                                              |
| Waldemar Sperling                         | Vorsitzender des Verschönerungsvereins, „Ratsherr“ in Volkach, Frankenwinheim    |
| 2000 Oberfranken in Lichtenfels           |                                                                                  |
| Erwin Lipsky                              | Musiker, Kabarettist und Mundartpoet aus Regnitzlosau                            |
| Roland Metz                               | Bürgermeister von Arnstein                                                       |
| Friedrich Schaumann (†)                   | Künstler und Heimatdichter aus Rothenburg ob der Tauber                          |
| 2001 Mittelfranken in Bad Windsheim       |                                                                                  |
| Reinhard Hüßner                           | Heimatpfleger und Tanzmeister aus Wiesenbronn                                    |
| Franziska Schumm (†)                      | fränkische Mundartdichterin aus Hirschaid                                        |
| Robert Treuheit                           | Musiker und Heimatpfleger aus Trautskirchen                                      |
| 2002 Unterfranken in Sommerach            |                                                                                  |
| Bernd Mayer (†)                           | Journalist aus Bayreuth                                                          |
| Andreas Oestemer                          | Präsident des unterfränkischen Weinbauverbandes und Altbürgermeister von Leinach |
| Ulrich Rach                               | Journalist, Schriftsteller, Lyriker und Liedermacher aus Ansbach                 |
| 2003 Oberfranken in Gottsmannsgrün        |                                                                                  |
| Helmut Bauer                              | Würzburger Weihbischof                                                           |
| Willy Bittner                             | Vorsitzender des Faschingskomitees Allersberg                                    |
| Edgar Sitzmann                            | Bezirkstagspräsident a. D. aus Bamberg                                           |
| 2004 Mittelfranken auf Burg Colmberg      |                                                                                  |
| Winfried Hain                             | Einer der Gebrüder Narr aus Karlstadt                                            |
| Volker Heißmann                           | Schauspieler und Komödiant aus Fürth                                             |
| Martin Rassau                             | Schauspieler und Komödiant aus Fürth                                             |
| Herbert Scherer (†)                       | Pegnitz                                                                          |
| 2005 Unterfranken in Kreuzberg            |                                                                                  |
| Erwin Kolb (†)                            | volksmusizierender Landwirt aus Gundelshalm                                      |
| Josef Motschmann (†)                      | Heimatdichter und Theologe aus Bad Staffelstein                                  |
| Cilli Pigor                               | Mundartdichterin aus Unsleben                                                    |
| 2006 Oberfranken in Kulmbach              |                                                                                  |
| Franz Barthel                             | Journalist aus Würzburg                                                          |
| Werner Behringer                          | Gastronom aus Nürnberg                                                           |
| Wolfgang Buck                             | Liedermacher und Kabarettist aus Erlau (Oberfranken)                             |
| 2007 Mittelfranken in Bad Windsheim       |                                                                                  |
| Philipp Simon Goletz („Frankensima“)      | Musiker, Komödiant und Kabarettist aus Untersteinach                             |
| Fritz Stiegler                            | Mundartautor aus Cadolzburg                                                      |
| Wilhelm Wolpert                           | Mundartautor aus Haßfurt                                                         |
| 2008 Unterfranken auf Schloss Zeilitzheim |                                                                                  |
| Helmut Haberkamm                          | Mundartautor aus Spardorf                                                        |
| Volker Müller                             | Bäcker, Musiker und Sänger aus Hergolshausen                                     |
| Walter Tausendpfund                       | Mundartautor aus Pegnitz                                                         |
| 2009 Oberfranken in Kleinlosnitz          |                                                                                  |
| Klaus Häffner                             | Leiter des Studio Franken aus Nürnberg                                           |
| Sonja Keil                                | Mundartautorin aus Helmbrechts                                                   |
| Peter Kuhn                                | Schauspieler, Bühnenbildner und Regisseur aus Oberwerrn                          |
| 2010 Mittelfranken in Bad Windsheim       |                                                                                  |
| Heinrich Bauer                            | Gastwirt aus Veitshöchheim                                                       |
| Günter Stössel (†)                        | Schriftsteller, Mundartdichter und Kabarettist aus Nürnberg                      |
| Günter Dippold                            | Historiker und Volkskundler aus Lichtenfels                                      |
| 2011 Unterfranken in Neuses am Sand       |                                                                                  |
| Christian Schmidt                         | Regionalbischof aus Ansbach                                                      |
| Jan Burdinski                             | Regisseur aus Aufseß                                                             |
| Walter Vierrether                         | Tourismusamtsleiter                                                              |
| 2012 Oberfranken in Kulmbach              |                                                                                  |
| Bernd Händel                              | Kabarettist aus Nürnberg                                                         |
| Hannelore Hock                            | Kabarettistin aus Waldaschaff                                                    |
| Hans-Joachim Hansen                       | Braumeister aus Hof                                                              |
| 2013 Mittelfranken in Bad Windsheim       |                                                                                  |
| Wolfgang Reichmann                        | Sportreporter und Kabarettist aus Bamberg                                        |
| Fredi Breunig                             | Kabarettist und Glossist aus Salz                                                |
| Fitzgerald Kusz                           | Dichter und Theaterautor aus Nürnberg                                            |
| 2014 Unterfranken in Stadtlauringen       |                                                                                  |
| Jürgen Eick                               | Dramaturg, Regisseur und Autor aus Ansbach                                       |
| Bernhard Schlereth                        | Karnevalist aus Veitshöchheim                                                    |
| Helmut Vorndran                           | Krimi-Autor und Kabarettist aus Rattelsdorf bei Bamberg                          |
| 2015 Oberfranken in Thurnau               |                                                                                  |
| Günther Beckstein                         | Ministerpräsident a. D. aus Nürnberg                                             |
| Johann Böhm                               | Landtagspräsident a. D. aus Unsleben                                             |
| Michael Busch                             | Landrat aus Ebersdorf bei Coburg                                                 |
| 2016 Mittelfranken in Bad Windsheim       |                                                                                  |
| Peter Kirchner (†)                        | Bürgermeister aus Kirchlauter                                                    |
| Eberhard Wagner                           | Mundartforscher aus Bayreuth                                                     |
| Steffi Zachmeier                          | Volksmusikerin aus Nürnberg                                                      |
| 2017 Unterfranken in Bolzhausen           |                                                                                  |
| Nora Gomringer                            | Lyrikerin aus Bamberg                                                            |
| Gerlinde Heßler und Werner Hofmann        | Kabarettduo aus Karlstadt                                                        |
| Andrea Kluxen                             | Bezirksheimatpflegerin aus Nürnberg                                              |
| 2018 Oberfranken in Thurnau               |                                                                                  |
| Günther Denzler                           | langjähriger Landrat und Bezirkstagspräsident aus Litzendorf                     |
| Hans Maurer                               | Minister a. D. aus Ansbach                                                       |
| Eberhard Schellenberger                   | Leiter des Studios Mainfranken des Bayerischen Rundfunks aus Würzburg            |
| 2019 Mittelfranken in Bad Windsheim       |                                                                                  |
| Franz Besold                              | Faschingskabarettist und Konditormeister aus Weismain                            |
| Hans-Peter Mattausch                      | Vorstand der Kinderzeche in Dinkelsbühl aus Dinkelsbühl                          |
| Karl-Heinz Wolbert                        | Chorleiter aus Willanzheim                                                       |
| 2021 in Würzburg                          |                                                                                  |
| Alexander Herrmann                        | Sterne- und TV-Koch aus Wirsberg                                                 |
| Ulrich Maly                               | Altoberbürgermeister aus Nürnberg                                                |
| Ute Leyh                                  | Milchviehbäuerin und Erlebnisbauernhof-Chefin aus Losbergsgereuth                |
| 2022 Unterfranken in Rottendorf           |                                                                                  |
| Carolin Pruy-Popp                         | Volksmusikberaterin aus Bad Berneck                                              |
| Lorenz Kalb                               | Schausteller aus Nürnberg                                                        |
| Thomas Glasmeyer                          | Puppenspieler aus Würzburg                                                       |
| 2023 Oberfranken in Thurnau               |                                                                                  |
| Sissy Thammer                             | Intendantin des Festivals Junger Künstler Bayreuth                               |
| Herbert Eckstein                          | ehemaliger Landrat von Roth                                                      |
| Klaus Reder                               | Bezirksheimatpfleger von Unterfranken                                            |
| 2024 Bad Windsheim                        |                                                                                  |
| Peter Stübinger                           | Musiker und Gastwirt bzw. Koch in Kulmbach (Oberfranken)                         |
| Silvia Kirchhof                           | Bühnenkünstlerin und Regisseurin in Gerolzhofen (Unterfranken)                   |
| Evi Kurz                                  | Fernsehmoderatorin und Museumsbetreiberin in Fürth (Mittelfranken)               |

2020 fiel die 36. Verleihung des Frankenwürfels wegen der COVID-19-Pandemie aus.
2021 wurde die im unterfränkischen Schwarzach geplante gemeinsame Ehrung der Preisträger wegen der 4. Welle der COVID-19-Pandemie abgesagt. Die Preisträger wurden von den jeweiligen Regierungspräsidenten dezentral gewürdigt.